# Levente de Hongrie
Levente de Hongrie (né entre 1010 et 1015 et mort en 1047) était un membre de la maison Árpád, arrière petit-fils de Taksony, grand-prince des Hongrois. Expulsé de Hongrie en 1031 ou 1032, il passa de nombreuses années en Bohème, en Pologne et à Kiev. Il retourna en Hongrie, où un soulèvement païen avait commencé, en 1046. Levente resta un fervent païen, mais ne fit pas obstacle à la montée sur le trône de son frère André Ier, chrétien.

## Biographie
Les chroniques hongroises ont conservé des informations contradictoires quant à sa parenté. Selon une variante, ses deux frères — André et Béla — et lui étaient « les fils de Ladislas le Chauve, » et de son « épouse de Ruthénie » (c'est-à-dire du Rus' de Kiev). Cependant, une tradition très répandue soutient que les trois frères étaient les fils de Vazul, frère de Ladislas le Chauve, « par quelque fille du clan » de Tátony. Les historiens modernes conviennent de la meilleure fiabilité du rapport le plus récent et écrivent unanimement que Vazul était le père de Levente,,. Néanmoins, ils débatent toujours si Levente était l'aîné ou le cadet de sa fratrie. Gyula Kristó — qui soutient que Levente était l'aîné — écrit qu'il naquit entre 1010 et 1015.
Levente et ses frères quittèrent la Hongrie en 1031 ou 1032 lorsque leur père fut aveuglé,. Ils s'installèrent d'abord en Bohème. En 1034, au plus tard, les trois frères quittèrent la Bohème où « leurs conditions de vie étaient médiocres et simples, » et se rendirent à la cour du roi Mieszko II de Pologne. Le plus jeune, Béla, y resta, mais Levente et André partirent et s'installèrent à Kiev,. Là, André fut baptisé, mais Levente resta un fervent païen,,.
Les seigneurs hongrois, mécontents du roi Pierre Orseolo et de ses courtisans étrangers, incitèrent Levente et André à revenir en Hongrie en 1046. Lorsqu'ils arrivèrent, un important soulèvement païen éclatait dans le royaume et leurs partisans capturèrent Pierre en peu de temps. Par la suite, les seigneurs et prélats hongrois, qui préféraient un monarque chrétien, proclamèrent André roi. Le Chronicon Pictum déclare expressément que Levente « aurait sans aucun doute corrompu toute la Hongrie avec le paganisme et l'idolâtrie, ». Cependant, la même chronique rapporte également que ce fut Levente qui donna la couronne à son frère, dans la « simplicité de l'esprit ». Ce dernier rapport suggère que Levente renonça volontairement à la couronne en faveur d'André,. Levente mourut en 1047 et fut enterré dans un village sur le Danube, nommé après son grand-père, Taksony, dont il était dit qu'il y gisait « dans une tombe païenne, ».

### Sources primaires
- (en) Simon of Kéza: The Deeds of the Hungarians  (trad. de l'anglais par László Veszprémy et Frank Schaer), Budapest/New York, CEU Press, 1999, 235 p. (ISBN 963-9116-31-9, lire en ligne), avec une étude par Jenő Szűcs.
- (en) The Hungarian Illuminated Chronicle: Chronica de Gestis Hungarorum  (trad. Dezső Dercsényi), Taplinger Publishing, 1970 (ISBN 0-8008-4015-1).

### Sources secondaires
- (en) Pál Engel, The Realm of St Stephen : A History of Medieval Hungary, 895–1526, I.B. Tauris Publishers, 2001, 416 p. (ISBN 1-86064-061-3).
- (en) László Kontler, Millennium in Central Europe : A History of Hungary, Atlantisz Publishing House, 1999, 537 p. (ISBN 963-9165-37-9).
- (hu) Gyula Kristó et Ferenc Makk, Az Árpád-ház uralkodói [« Souverains de la maison Árpád »], I.P.C. Könyvek, 1996, 293 p. (ISBN 963-7930-97-3).
- (en) Ján Steinhübel, « The Duchy of Nitra », dans Mikuláš Teich, Dušan Kováč et Martin D. Brown, Slovakia in History, Cambridge University Press, 2011 (ISBN 978-0-521-80253-6), p. 15-29.
- (hu) Sándor László Tóth, « Levente », dans Pál Engel, Gyula Kristó et Ferenc Makk, Korai magyar történeti lexikon (9-14. század) [« Encyclopédie des premiers temps de l'histoire hongroise (IXe siècle - XIVe siècle) »], Akadémiai Kiadó, 1994 (ISBN 963-05-6722-9), p. 408.